# Teepol
Teepol is een schoonmaakmiddel dat vooral wordt gebruikt in professionele toepassingen. Teepol werd tussen 1933 en 1937 bij Shell ontwikkeld door ir. E.E. van Andel. Het had vetalcoholsulfonaat als grondstof. Productie begon in 1941 in de 'Stanlow Raffinaderij' van Shell in Engeland. Het was het eerste synthetische wasmiddel in Europa gemaakt van aardolie. Het had als plezierige eigenschap dat het wasmiddel bij gebruik in bad of douche niet prikte in de ogen. De werknemers in de fabriek mochten wekelijks een fles mee naar huis nemen. 
Het in Shell Pernis vervaardigde product kwam in 1963 in Nederland op de markt. Aanvankelijk brak het product niet af, in waterzuiveringsinstallaties leidde het tot schuimvorming op kanalen en rivieren. De laboratoria slaagden er echter in de moleculaire structuur van het gebruikte alkylarylsulfonaat zo te veranderen dat het veel sneller en biologisch afbreekbaar werd.
Shell leverde het aan Loda in Breda, dat het sterk verdunde en parfumeerde, waarna het verkocht werd als lodaline.
Later werden schoonmaakmiddelen steeds meer gemaakt van alkylbenzeensulfonaat.